# Mitch Apau
Mitch Apau (Amsterdam, 27 aprile 1990) è un calciatore olandese, difensore dello Spakenburg.

## Carriera
Dopo aver trascorso quattro stagioni nella seconda serie con il Veendam, nel 2013 passa all'RKC Waalwijk con cui debutta in Eredivisie.
In seguito ha giocato con il Westerlo e con gli sloveni dell'Olimpia Lubiana.
Dall'estate del 2018 si è trasferito allo Slovan Bratislava.

## Palmarès

### Club

#### Competizioni nazionali
- Campionato slovacco: 2

Slovan Bratislava: 2018-2019, 2019-2020
- Coppa di Slovacchia: 1

Slovan Bratislava: 2019-2020
- Eerste Divisie: 1

Emmen: 2021-2022